# لوسيوس كاري، فيكونت فوكلاند الثاني
كان لوسيوس كاري، فيكونت فوكلاند الثاني، والعضو في المجلس الخاص (مواليد عام 1610 - 20 سبتمبر عام 1643) مؤلفًا وسياسيًا إنجليزيًا. كان عضوًا في مجلس العموم خلال الفترة الممتدة من عام 1640 حتى عام 1642. حارب إلى جانب الفصيل الملكي خلال الحرب الأهلية الإنجليزية وقضى حتفه في معركة نيوبري الأولى.

## النشأة
ولد كاري في بلدة بورفورد في عام 1609 أو عام 1610. كان سليل السير هنري كاري الذي أصبح فيكونت فوكلاند الأول في ما بعد، وزوجته إليزابيث التي كان والدها السير لورنس تانفيلد يشغل منصب كبير قضاة الخزانة آنذاك. شغل هنري كاري، الذي انتمى إلى واحدة من أسر ديفون الموغلة في القدم، منصب اللورد النائب عن الملك في أيرلندا خلال الفترة من عام 1622 حتى عام 1629. منِح لقب فيكونت فوكلاند ولقب اللورد كاري في عام 1620. كانت فيكونتية فوكلاند عبارة عن مدينة ملكية متمتعة بالحكم الذاتي في إسكتلندا، وذلك مع أن آل كاري كانوا إنجليزًا لا يمتون للمدينة بصلة، ولكن صدرت براءة خطية تنص على تجنيس الفيكونت وذريته كرعايا إسكتلنديين في وقت لاحق.
حاز لوسيوس على القبول الدراسي من كلية سانت جونز التابعة لجامعة كامبريدج في عام 1621، غير أنه انتقل إلى كلية الثالوث في دبلن خلال العام اللاحق، وتخرج بدرجة بكالوريوس في عام 1625. أورثه جده مزرعتين إقطاعيتين في غريت تو وبورفورد الواقعتين في مقاطعة أكسفوردشير في عام 1625. وتزوج من ليتيس، وهي ابنة السير ريتشارد موريسون المنحدر من تولي بارك بمقاطعة ليسترشير، حين كان يبلغ الحادية والعشرين من العمر تقريبًا. غادر إنجلترا ليلتحق بصفوف الجيش الهولندي ولكنه سرعان ما عاد أدراجه، وجاء ذلك عقب دخوله في مشادة مع أبيه الذي فشل في استرضائه من خلال التنازل عن ممتلكاته. أصبح فيكونت فوكلاند على إثر وفاة والده في عام 1633. اعتنقت والدته الرومانية الكاثوليكية، وحاولت استمالة فوكلاند نحو عقيدتها، بيد أن دراساته وتأملاته -تحت تأثير وليام تشيلينغوورث- قادته نحو تفسير المسائل الدينية بالمنطق وليس عن طريق اللجوء إلى التقليد أو السلطة. باع دير بورفورد إلى وليام لينثال في عام 1634.

## المسيرة السياسية والعسكرية
سرعان ما حالت الحرب والسياسة دون متابعة فوكلاند لملذاته الفكرية. إذ شعر أن من واجبه المشاركة في القتال إلى جانب الملك تشارلز الأول كمتطوع تحت قيادة إيرل إسكس في حروب الأساقفة ضد الإسكتلنديين سنة 1639. انتُخب عضوًا في البرلمان القصير عن بلدة نيوبورت الواقعة في جزيرة وايت سنة 1640. وأعيد انتخابه عن دائرة نيوبورت في البرلمان الطويل خلال شهر نوفمبر من سنة 1640، ومارس دورًا فاعلًا على جانب المعارضة. ندد بابتزاز الحكومة لضرائب السفن بتاريخ 7 ديسمبر عام 1640، مستنكرًا سلوك اللورد كيبر فينش والقضاة المتسم بالخنوع.

## الوفاة والإرث
توفي في سن الثالثة والثلاثين من العمر، وخلفه على اللقب ابنه البكر لوسيوس، فيكونت فوكلاند الثالث. اندثرت ذريته من الأبناء في عهد أنتوني، الفيكونت الخامس في عام 1694، حين انتقل لقب فيكونت إلى لوسيوس هنري (1687 - 1730)، وهو سليل الفيكونت الأول من نسب آخر.
يوجد تمثال لفوكلاند في قاعة سانت ستيفنز الكائنة في مبنى البرلمان (قصر وستمنستر) وهو من نحت جون بيل (1845). قامت ناشطة داعية لمنح النساء حق الاقتراع تدعى مارجري هيومز بتقييد نفسها بالتمثال أثناء احتجاجها لأجل منح المرأة حق التصويت في عام 1909. لم تستطع السلطات حل وثاقها من دون أن يتهشم جزء كبير من دعامة التمثال من جهة اليمين. يعتبر هذا الضرر الدائم رمزًا لنضال المنادين بمنح المرأة حق الاقتراع بسبب عدم ترميمه بتاتًا.